# Премия генерал-губернатора
С момента учреждения Пре́мии генера́л-губерна́тора (англ. Governor General's Awards, фр. Prix du Gouverneur général) в 1937 году она стала одной из самых авторитетных премий Канады.

## Литературные премии
Литературные премии генерал-губернатора присуждаются за произведения на французском и английском языках в семи категориях: художественная проза, нехудожественная проза, поэзия, драматургия, детская литература — текст, детская литература — иллюстрация и перевод.
Премия была введена генерал-губернатором Канады лордом Твидсмур-Элсфилдом, автором нескольких романов, в том числе The 39 Steps, которые он публиковал под своим именем Джон Бакен.
С 1937 по 1944 год вручалась Канадской ассоциацией авторов, после чего был создан независимый совет по присуждению премии. В начале премии вручались лишь двум лауреатам в год и ограничивались авторами, пишущими на английском. В 1959 году премию стал назначать Совет Канады по искусству, который распространил ее на франкоязычных авторов и добавил к ней денежное вознаграждение — первоначально по 1000 долларов за произведения художественной и нехудожественной прозы, драматическое и поэтическое произведения. С 1971 года выбором лауреатов занимаются два раздельных жюри по девять членов в каждом — одно для произведений на английском, а второе на французском языке.
В 1980 году для привлечения большего внимания и интереса Совет начал объявлять о финалистах заранее.
- Премия генерал-губернатора: романы и повести на английском языке
- Премия генерал-губернатора: очерки и эссе на английском языке
- Премия генерал-губернатора: драматургия на английском языке
- Премия генерал-губернатора: поэзия на английском языке
- Премия генерал-губернатора: поэзия или драматургия на английском языке
- Премия генерал-губернатора: молодёжная литература на английском языке — текст
- Премия генерал-губернатора: молодёжная литература на английском языке — иллюстрация
- Премия генерал-губернатора: перевод с французского языка на английский
- Премия генерал-губернатора: романы и повести на французском языке
- Премия генерал-губернатора: очерки и эссе на французском языке
- Премия генерал-губернатора: драматургия на французском языке
- Премия генерал-губернатора: поэзия на французском языке
- Премия генерал-губернатора: поэзия или драматургия на французском языке
- Премия генерал-губернатора: молодёжная литература на французском языке — текст
- Премия генерал-губернатора: молодёжная литература на французском языке — иллюстрация
- Премия генерал-губернатора: перевод с английского языка на французский

## Премии в прочих областях
Архитектурные медали генерал-губернатора (англ. Governor General's Medals in Architecture) присуждаются за недавние выдающиеся архитектурные проекты продолжают традицию награждения канадских архитекторов, начатую в 1950 году с первым вручением медалей Мэсси. Назначением жюри ведает Совет Канады, остальные вопросы организации конкурса и судейства курирует Королевский архитектурный институт Канады.
Премия генерал-губернатора в память о Деле личностей (англ. Governor General’s Awards in Commemoration of the Persons Case) учреждена правительством Канады в 1979 году, к 50-летнему юбилею Дела личностей. Премия посвящена канадскому вкладу в дело равноправия женщин и эволюцию Канады как общества социальной интеграции. Присуждением ведает министерство по делам женщин и гендерного равенства Канады.
Премия генерал-губернатора в области сценических искусств (англ. Governor General’s Performing Arts Award) учреждена в 1992 году под покровительством генерал-губернатора Канады Рамона Гнатышина. Награду финансирует Фонд премий генерал-губернатора в области сценических искусств. Премия вручается в шести номинациях — театр, танцевальное искусство, классическая музыка, радио- и телевещание, популярная музыка и кинематограф. Решение о присуждении премии в каждой из номинаций принимает отдельное жюри из пяти членов.
Премии генерал-губернатора по истории (англ. Governor General's History Awards) учреждены в 1996 году и присуждаются в пяти категориях: преподавание, научные исследования, музейная работа, общественные программы и популяризация в средствах массовой информации. Присуждением премий занимается Национальное историческое общество Канады в сотрудничестве с Канадской исторической ассоциацией и Канадской музейной ассоциацией.
Премия генерал-губернатора в области изобразительного искусства и мультимедиа (англ. Governor General’s Award in Visual and Media Arts) учреждена в 1999 году в рамках совместной инициативы Совета Канады и генерал-губернатора Канады, когда эту должность занимал Ромео Леблан. Премию присуждает Совет Канады.